# Justine Braisaz-Bouchet

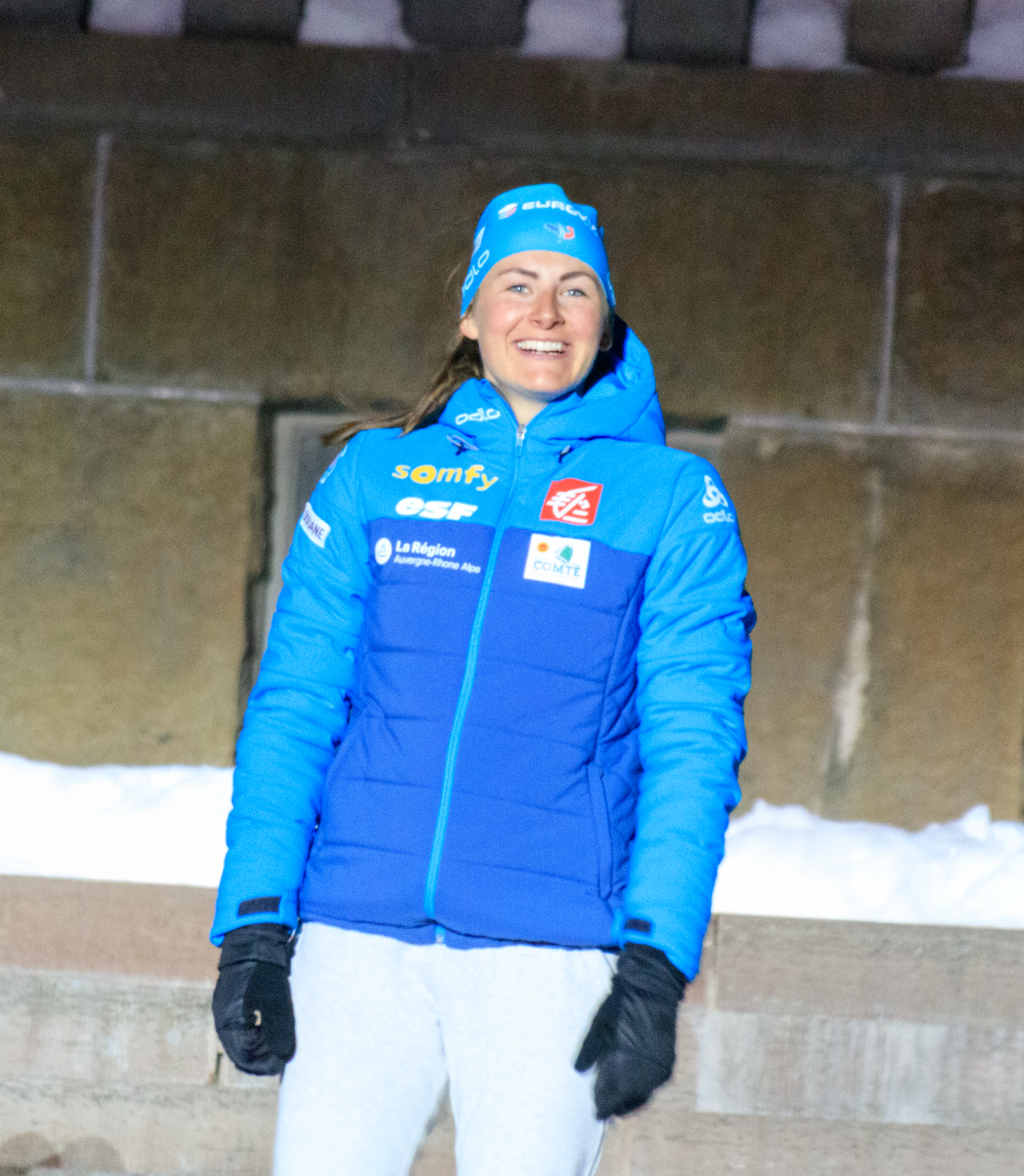
Justine Braisaz vid medaljceremonin efter 15 km distansloppet vid VM2019 i Östersund

Justine Braisaz-Bouchet, född Braisaz den 4 juli 1996, är en fransk skidskytt som ingick i de franska damlag som tog medaljer i stafett vid VM 2015, 2016 och 2017.
I december 2016 kom Braisaz på pallen för första gången i en individuell deltävling i världscupen. Det skedde i och med andraplatsen i sprint i Pokljuka.

## Utmärkelser
- Riddare av Nationalförtjänstorden,  10 april 2018[6]
- Riddare av Hederslegionen,  23 mars 2022[7]

[Redigera Wikidata]